# Slavětín (okres Louny)
Slavětín (Duits: Slawietin) is een Tsjechische vlek (městys) in de regio Ústí nad Labem en maakt deel uit van het district Louny. Slavětín telt 638 inwoners (2023).

## Geschiedenis
- 1269 – De eerste schriftelijke vermelding van Slavětín.
- 2006 – De gemeente Slavětín krijgt (opnieuw) de status vlek.[1]